# Obersäckingen (Landschaftsschutzgebiet)
Obersäckingen ist ein Landschaftsschutzgebiet im Landkreis Waldshut in Baden-Württemberg.  

## Lage und Beschreibung
Das rund 41,5 Hektar große Landschaftsschutzgebiet entstand durch Verordnung des Landratsamts Waldshut vom 20. Januar 2004. Es liegt nordöstlich von Obersäckingen und gehört zum Naturraum 155-Südschwarzwald innerhalb der naturräumlichen Haupteinheit 15-Schwarzwald. Das Gebiet liegt nahezu vollständig im FFH-Gebiet Nr. 8413-341 Murg zum Hochrhein. Es liegt außerdem im Naturpark Südschwarzwald.

## Schutzzweck
Wesentlicher Schutzzweck ist die Erhaltung der durch Wechsel von Wald, Feldgehölzen, Hecken und weiten Grünlandflächen mit ihren teils artenreichen, blumenbunten Glatthaferwiesen geprägten Landschaft. Mit ihrer Naturnähe, Vielfalt sowie Eigenart und Schönheit der vorhandenen Landschaftsstrukturen erfüllt die Landschaft in besonderem Maße ihre Erholungsfunktion für die Allgemeinheit. Das Schutzgebiet dient auch dem Schutz und der Erhaltung der Lebensräume des FFH-Gebietes Murg zum Hochrhein, insbesondere im Bereich des Offenlandes der dort vorhandenen mageren Flachland-Mähwiesen.